# Simon van Dorp
Simon Hendrik van Dorp (Amsterdam, 10 aprile 1997) è un canottiere olandese.

## Biografia
Ai mondiali di Ottensheim 2019 ha vinto l'argento nel otto, con Bjorn van den Ende, Ruben Knab, Jasper Tissen, Maarten Hurkmans, Bram Schwarz, Mechiel Versluis, Robert Lücken e Aranka Kops.
Ha rappresentato i Paesi Bassi ai Giochi olimpici estivi di Tokyo 2020 nell'otto, classificandosi quinto con Björn van den Ende, Ruben Knab, Jasper Tissen, Maarten Hurkmans, Bram Schwarz, Mechiel Versluis, Robert Lücken e Eline Berger.
Agli europei di Bled 2023 ha concluso terzo nel quattro di coppia. Ai mondiali di Belgrado 2023 ha vinto l'ottenuto l'argento nel singolo dietro al tedesco Oliver Zeidler.

## Palmarès
- Giochi olimpici

Parigi 2024: bronzo nel singolo.
- Mondiali

Ottensheim 2019: argento nell'otto;
Belgrado 2023: argento nel singolo;
- Europei

Glasgow 2018: argento nell'otto;
Poznań 2020: bronzo nell'otto;
Varese 2021: bronzo nell'otto;
Bled 2023: argento nel quattro di coppia;